# ジェイドグループ
ジェイドグループ株式会社（英: JADE GROUP,Inc.）は、靴や衣料品の通販サイトLOCONDO.jpを運営する日本の企業。東京都渋谷区に本社をもつ。
EC取引（ネット通販）において、返送料や手数料を無料で試着後の返品、サイズ交換を取り入れていることが特徴である。

## 概要
2010年10月22日に秋里英寿と保田朋哉により前身となる株式会社ジェイド設立、2011年2月からロコンド.jpのサービスを開始。創業当時は秋里と保田が代表取締役を務めた。その後、田中裕輔が参画し2011年夏頃には秋里、保田、田中の3名が共同代表を務めた。2012年8月1日に株式会社ロコンド社に社名変更し秋里、田中の両名が代表を務めていた。
サービスが開始された当時は、衣料品や靴のなどのネット通販では「試着ができない」ことが顧客から問題視されていた。LOCONDO.jpでは、指定期間内ならば返品可能とし、送料、返送料、返品手数料のいずれも無料という方式を打ち出した。「Webサイトで選んでから購入」するのではなく「自宅で試着してから購入」するという感覚を与えることで、リピーター顧客を獲得する。サービス開始からの1年間で登録会員数は10万人を超え、サイト訪問者数は月に100万人、月間の売り上げは1億円を超した。
2018年4月に発表された2019年2月期業績見通しで、赤字転落となる営業損失10億円の計画を発表したことで、株価が急落した。社長である田中裕輔は、この赤字見通しについて、2018年3月より放映しているデヴィ・スカルノを出演させたCMに代表されるように、2020年までに展開される広告宣伝費を計上したためと発表している。2018年3月から8月決算が発表され、売上高が前年同期比61.7%増といった数字が発表されると、株価は急騰した。

## 沿革
- 2010年10月 - 東京都港区赤坂において、資本金3,800万円で株式会社ジェイドを設立
- 2012年8月1日 - 株式会社ロコンドに商号変更
- 2017年3月 - 東京証券取引所マザーズ市場上場[8]
- 2018年3月 - 東京都原宿に旗艦店舗「LOCONDO Tokyo」をリニューアルオープン[10]
- 2018年10月1日 - 婦人靴卸メーカーである三鈴商事（Misuzu & Co.株式会社）を子会社化[9][11]
- 2019年3月29日 - 千趣会よりモバコレを買収子会社化[12]。
- 2019年6月1日 - モバコレを吸収合併し、6月3日より通販サイト「モバコレ」を「LOCONDO GIRL’S COLLECTION」へ改称[13]。
- 2020年3月 - Misuzu & Co.株式会社を吸収合併
- 2022年4月 - 東京証券取引所の市場区分の見直しにより、東京証券取引所のマザーズ市場からグロース市場に移行
- 2022年6月 - RBKJ株式会社を設立
- 2023年6月 - ジェイドグループ株式会社に商号変更[14]

## 特色
配送サービス
お急ぎ便
発注から即日発送される。
急ぎません。便
2017年9月開始。発注から即日ではなく、1日から3日経ってから商品が発送される。そのぶん、お急ぎ便より安価に設定されている。
ファーストクラス便
2018年3月開始。配送時間を6時から24時までなら1時間から2時間単位で指定できる。
「試着後払い」サービス
2018年2月開始。試着後に購入する場合のみ代金を支払う。試着後払いの決済は配送と同じくヤマト運輸が担当している。

## 提供番組
テレビ番組
- THE MUSIC DAY（2019年）